# Krigsman
Krigsman är enligt svensk lag en person som i krigstid är tjänstgöringsskyldig i försvarsmakten.
Krigsmän är dessutom:
- polismän som utan att vara tjänstgöringsskyldiga vid försvarsmakten är skyldiga att delta i rikets försvar
- skyddsvakter som förordnats med stöd av skyddslagen (2010:305)
- alla som annars vistas vid avdelningar av försvarsmakten, när avdelningarna är i fält eller verkar under liknande förhållanden.